# 국민정부 군사위원회
국민정부 군사위원회(중국어 정체자: 國民政府軍事委員會, 간체자: 国民政府军事委员会, 병음: Guómínzhèngfǔ Jūnshì Wěiyuánhuì)는 대륙 시기 중국국민당의 최고 군사 통수 기관이다. 국민당의 당군인 국민혁명군의 지휘를 담당했으며 중화민국의 모든 군사 기관의 지휘 및 감독을 맡았다. 광저우 국민정부가 출범한 1925년 7월 1일에 설치되었으며 장제스의 북벌 시기에 중국 권력의 중심이 되었다. 이후 북벌이 사실상 완료한 1928년 11월에 공식적으로 해산되었으며 1932년에 제1차 상하이 사변이 발생하자 다시 설치되었다. 이후 군사위원회의 위원장인 장제스가 14년 동안 이끌었고 1946년 5월 15일에 폐지되었다.

## 역대 지도자

### 군사위원회 주석
- 왕징웨이(1925년 7월 1일~1926년 4월 9일)
- 장제스(1926년 4월 16일~1927년 3월 10일)
- 후한민(1927년 9월 20일~1928년 1월 4일)
- 장제스(1928년 2월 7일~1928년 11월 7일)

### 군사위원회 위원장
- 장제스(1932년 3월 6일~1946년 5월 15일)